# Cerro Socabamba Punta
Cerro Socabamba Punta är ett berg i Bolivia.   Det ligger i departementet Chuquisaca, i den centrala delen av landet, 14 km väster om huvudstaden Sucre. Toppen på Cerro Socabamba Punta är 3 632 meter över havet.
Terrängen runt Cerro Socabamba Punta är huvudsakligen kuperad. Runt Cerro Socabamba Punta är det ganska tätbefolkat, med 72 invånare per kvadratkilometer.. Närmaste större samhälle är Sucre, 13,9 km öster om Cerro Socabamba Punta. 
Omgivningarna runt Cerro Socabamba Punta är i huvudsak ett öppet busklandskap.